# Parque nacional de la Cuenca del Chad
El parque nacional de la Cuenca del Chad (del inglés: Chad Basin National Park) está ubicado en el noreste de Nigeria, con una superficie total de unos 2258 kilómetros cuadrados. Este parque nacional fue creado en 1991. 
Está formado por tres áreas protegidas discontinuas: Chingurmi-Duguma, Bade-Nguru y Bulatura. El sector Chingurmi-Duguma se encuentra en estado de Borno, en una zona ecológica de sabana sudanesa. Los sectores de los Pantanos de Bade-Nguru y Bulatura están en el estado de Yobe, en la zona ecológica del Sahel.
El parque combina la antigua reserva de caza de Chingurmi Dugoma, y las reservas forestales de Gorgoram y Zurgun Baneri, además del Oasis Bulature. Para 1999 no había sido objeto de reconocimiento, por lo que los límites no estaban bien establecidos. El parque es utilizado por muchos agricultores, y pescadores.